# Korea Women League 2000
Die Korea Women League 2000 war die fünfte Spielzeit der südkoreanischen Fußballliga der Frauen unter diesem Namen. Gespielt wurde in einem Hinrunden- und Rückrundenserie. 

## Teilnehmer
| Team                         | Stadt   | Vereinsart             |
| ---------------------------- | ------- | ---------------------- |
| Incheon Steel                | Incheon | Vereinsmannschaft      |
| Sungmin Wonders WFC          | Seoul   | Vereinsmannschaft      |
| Ulsan-Gwanghak-Universität   | Ulsan   | Universitätsmannschaft |
| Yeongjin-Jeonmun-Universität | Daegu   | Universitätsmannschaft |

## Hinrunde
Gespielt wurde auf dem Donghae-Sportplatz. 

### Abschlusstabelle
| Pl. | Verein                       | Sp. | S | U | N | Tore    | Diff. | Punkte |
| --- | ---------------------------- | --- | - | - | - | ------- | ----- | ------ |
| 1.  | Sungmin Wonders WFC          | 3   | 2 | 1 | 0 | 019:100 | +18   | 07     |
| 2.  | Incheon Steel (M)            | 3   | 2 | 1 | 0 | 017:000 | +17   | 07     |
| 3.  | Yeongjin-Jeonmun-Universität | 3   | 0 | 1 | 2 | 002:160 | −14   | 01     |
| 4.  | Ulsan-Gwahak-Universität     | 3   | 0 | 1 | 2 | 001:220 | −21   | 01     |

| Zum 3. Spieltag: Meister der Korea Women League 2000-Hinrundenserie |

| Zum Saisonende 1999: |                     |
| (M)                  | Amtierender Meister |

## Rückrunde
Eine Rückrunden-Serie wurde nicht ausgetragen.